# Christonýmfi des Météores
Christonýmfi des Météores (en grec : Χριστονύμφη των Μετεώρων (Christonýmfi ton Metéoron)), aussi appelée Christonymphe des Météores, née en 1969 à Kalambáka, est l'actuelle higoumène du monastère Agios Stefanos (Saint Stéphane) du complexe monastique des Météores. 
Après vingt ans de vie monastique, elle devient l'higoumène du monastère et occupe cette charge depuis 2011.

## Biographie
Née Euthalía Badéka en 1969 à Kalambáka, elle grandit dans une famille orthodoxe pieuse. Habitant dans la région du monastère Agios Stefanos des Météores, elle aurait apprécié s'y rendre dès son enfance. Badéka entreprend des études de philosophie à l'Université Aristote de Thessalonique. Elle obtient aussi un diplôme après deux ans d'études pour être infirmière.
En 1992, elle rejoint le monastère et est tonsurée avec le nom de moniale de « Christonýmfi ». En 2008, elle obtient le grand schème, une distinction importante dans le monde monastique orthodoxe. Trois ans plus tard, en 2011, alors depuis vingt ans au monastère, elle est élue à l'unanimité par les autres moniales du monastère pour succéder à la précédente higoumène,. 
En 2014, elle reçoit et échange avec une délégation d'une association culturelle crétoise venue offrir une icône de martyrs crétois au monastère. En 2018, elle accueille l'organisation d'un séminaire consacré à l'hymnographie byzantine au sein de son monastère.